# Heinrich Linck (Rechtswissenschaftler)
Heinrich Linck (auch Heinrich Link; * 13. Juli 1642 in Zörbig; † 21. Januar 1696 in Altdorf bei Nürnberg) war ein deutscher Rechtswissenschaftler und Hochschullehrer.

## Leben
Linck wurde als Sohn des ersten Stadtpfarrers von Zörbig, Georg Linck, geboren. Da sein Vater bereits früh starb, erhielt er zunächst Privatunterricht durch einen Diakon. Ab 1655 besuchte er die Fürstenschule Pforta, bevor er 1661 an der Universität Jena immatrikuliert wurde. Dort wurde er im Mai 1668 zum Doktor der Rechte promoviert. In Jena wirkte er anschließend als Privatdozent, wobei er seinen Lebensunterhalt als Advokat verdiente.
Linck folgte 1674 einem Ruf als ordentlicher Professor der Institutionen an die Universität Altdorf, an der er auf Johann Wolfgang Textor den Älteren folgte. 1675 erhielt er den Lehrstuhl der Pandekten. Er stand achtmal als Dekan der juristischen Fakultät und zweimal als Rektor der Universität vor. 1677 wurde er neben seiner Lehrtätigkeit auch zum Konsulten der Stadt Nürnberg und 1685 durch den Pfalzgrafen und Fürsten Christian August von Sulzbach zum Berater im Rang eines Hofrats ernannt.
Linck genoss über seinen Wirkungskreis hinaus einen guten Ruf, insbesondere als Kirchenrechtler. Er starb nach längerer Krankheit im Amt. Der Altdorfer Rechtsprofessor Georg Heinrich Linck ist sein Sohn.

## Werke (Auswahl)
- Discursum juris canonici encaeniis templorum = Von Kirch-Messen, Müller, Jena 1680.
- De iure episcopali dissertationes academicae, Meyer, Altdorf 1694.
- Consilia sive Responsa, Meyer, Nürnberg 1704.
- De iuribus finium, den Gräntz-Rechten, Erich, Jena 1718.
- De iuribus templorum. Vom recht deren Kirchen, Ritter, Jena 1731.
- De indictione Romana, von Römischer Zinßzahl, Müller, Jena 1747.
- Commentatio iuridica de manu propria, Schill, Jena 1750.
- Commentatio de concepto renovatae ordinationis Cameralis, Schupfel, Altdorf 1754.